# Lotta senza quartiere

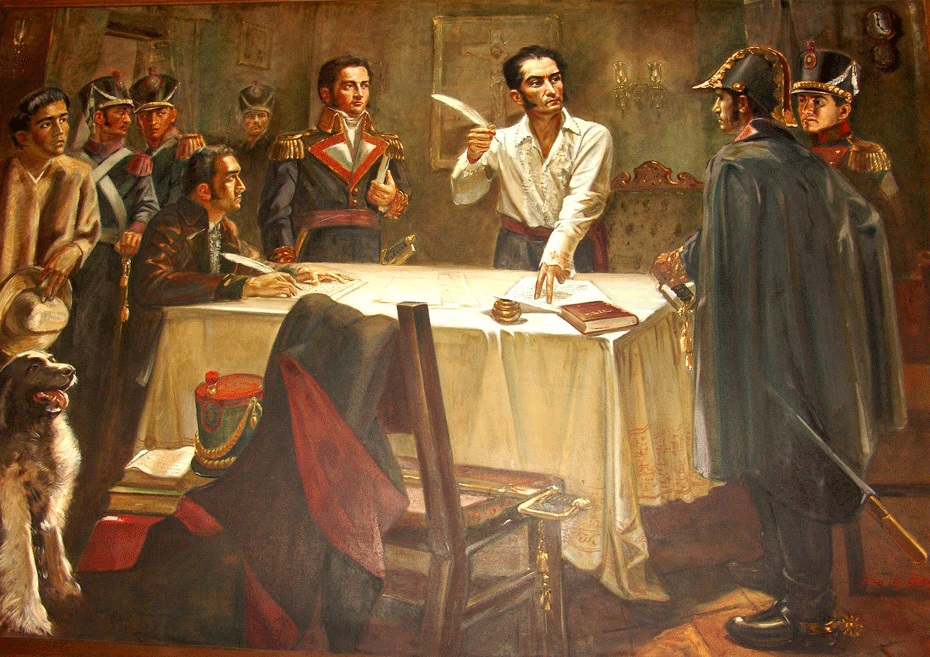
Simón Bolívar emette la proclamazione di guerra all'ultimo sangue

Per lotta senza quartiere o guerra senza quartiere si intende una lotta senza tregua fino a una vittoria finale.

## Etimologia e storia
Il modo di dire "lotta senza quartiere" proviene dall'antico linguaggio militare. Durante i duelli, la persona affrontata aveva la possibilità di ritirarsi in cambio di una piccola somma di denaro chiamata appunto "quartiere". Se lo sfidante non accettava la resa dell'avversario, costringeva pertanto quest'ultimo a battersi all'ultimo sangue.
Altrettanto noto è il modo di dire "non dare quartiere", che significa non concedere tregua a qualcuno, oppure portare avanti un'iniziativa con spietatezza.
Una Commissione alleata del 1914-1918, incaricata di calare nello specifico le regole della guerra dettate dalle convenzioni dell'Aja (1899 e 1907), contemplava nella categoria di crimini di guerra anche la "deliberazione di non dare quartiere", peraltro espressamente menzionata tra i divieti di cui all'articolo 23(d) della Quarta Convenzione dell'Aja del 1907 e ribadita dall'articolo 40 del Primo Protocollo addizionale alle Convenzioni di Ginevra.